# Maart 2000
Dit artikel geeft een chronologisch overzicht van alle belangrijke gebeurtenissen per dag in de maand maart van het jaar 2000.

## Gebeurtenissen

### 2 maart
- De Britse minister van Binnenlandse zaken Jack Straw beslist Augusto Pinochet vrij te laten. De Chileense ex-dictator vertrekt onmiddellijk naar zijn land, waar hij feestelijk wordt ontvangen.

### 3 maart
- Het Joegoslavië-tribunaal in Den Haag veroordeelt de Kroatische generaal Tihomir Blaškić (39) tot 45 jaar cel. Blaškić heeft zich schuldig gemaakt aan misdaden tegen de menselijkheid en aan oorlogsmisdaden.
- België - De parlementaire dioxinecommissie stelt haar eindverslag voor aan de Kamer. Het 350 bladzijden tellende rapport spreekt over collectieve verantwoordelijkheid. Gewezen premier Jean-Luc Dehaene wordt buiten schot gehouden. De kabinetten van de gewezen ministers Karel Pinxten en Marcel Colla worden wel met de vinger gewezen.

### 5 maart
- Frans danseres en (porno)actrice Lolo Ferrari pleegt zelfmoord. Uit een autopsie blijkt dat ze eerst een flinke overdosis medicijnen had binnengekregen en daarna aan verstikking is overleden.

### 6 maart
- Voor het eerst wordt in Vlaardingen en in Best een raadplegend referendum gehouden voor het burgemeesterschap.

### 7 maart
- Frankrijk - President Jacques Chirac wijst het gratieverzoek om medische redenen voor Vichy-collaborateur Maurice Papon af. Papon kreeg in april 1998 een celstraf van 10 jaar voor misdaden tegen de menselijkheid.

### 10 maart
- De NASDAQ bereikt 5048.62, haar hoogste waarde ooit.

### 12 maart
- De Belgische minister van buitenlandse zaken Louis Michel maakt een zesdaagse reis door Congo, Angola, Zimbabwe en Oeganda. Michel is de eerste Belgische minister die sinds november 1988 een officieel bezoek aan Congo brengt.

### 13 maart
- De Amerikaanse minister van defensie William Cohen brengt een driedaags historisch bezoek aan Vietnam. Hij is de hoogste Amerikaanse functionaris die Vietnam bezoekt sinds het einde van de oorlog in dat land in 1975.

### 16 maart
- Lars Frölander scherpt bij de WK kortebaan (25 meter) in Athene het wereldrecord op de 100 meter vlinderslag aan: 50,59.

### 17 maart
- Op de Effectenbeurs van Amsterdam wordt het aandeel World Online geïntroduceerd. Deze beursgang zal blijken een van de grootste aandelenzwendels uit de geschiedenis te zijn. Hij is mede oorzaak van de beurskrach van dit jaar.
- Zwemster Therese Alshammar uit Zweden verbetert bij de wereldkampioenschappen in Athene haar eigen wereldrecord op de 100 meter vrije slag kortebaan (25 meter): van 52,80 naar 52,17. Haar landgenoot Lars Frölander verbetert zijn eigen mondiale toptijd op de 100 meter vlinderslag: 50,44.

### 18 maart
- Chen Shui-bian wordt gekozen als president van Taiwan.

### 24 maart
- Klaas de Vries wordt Nederlands minister van Binnenlandse Zaken, ter vervanging van de afgetreden Bram Peper. Willem Vermeend volgt De Vries op als minister van Sociale Zaken, en Wouter Bos wordt in plaats van Vermeend staatssecretaris van Financiën.

### 26 maart
- In Rusland wint Vladimir Poetin de presidentsverkiezingen met 52,64% van de stemmen. Zijn naaste tegenstander, de communist Gennadi Zjoeganov komt uit op 29,3%.
- Augusto Pinochet, de voormalige Chileense president die in het Verenigd Koninkrijk vastzit voor mensenrechtenschendingen, wordt wegens zijn gezondheidstoestand vrijgelaten.

### 27 maart
- De Franse premier Lionel Jospin herschikt ingrijpend zijn regering van socialisten, communisten en groenen. Laurent Fabius (economie) en Jack Lang (onderwijs) zijn twee opvallende socialistische terugkomers.

### 29 maart
- Het Nederlands voetbalelftal speelt in Brussel met 2-2 gelijk tegen België in een vriendschappelijke interland. Patrick Kluivert scoort tweemaal voor Oranje. Voor de Rode Duivels treffen Gert Verheyen en Émile Mpenza doel.

## Overleden
<< · januari · februari · maart · april · mei · juni · juli · augustus · september · oktober · november · december · >>